# Formosa do Oeste
Formosa do Oeste est une municipalité brésilienne située dans l'État du Paraná.